# 埃斯帕利-圣马塞尔
埃斯帕利-圣马塞尔（法語：Espaly-Saint-Marcel，法語發音：[ɛspali sɛ̃ maʁsɛl]），法国东南部城市，奥弗涅-罗讷-阿尔卑斯大区上卢瓦尔省的一个市镇，隶属于勒皮区，其市镇面积为6.29平方公里，2022年1月1日时人口数量为3,574人，在法国市镇中排名第3,162位（2021年）。
埃斯帕利-圣马塞尔位于上卢瓦尔省中部，博尔讷河畔，省会勒皮市区西侧，是勒皮的一个近郊卫星城，因其境内的博内斯普瓦圣约瑟夫大教堂而闻名。

## 地名来源
“Espaly”一名的来源尚不清楚，“Saint-Marcel”一名可能与同名天主教圣人有关。法国大革命期间，当地曾更名为“Espaly-et-Marcel”，并在十九世纪初使用“Espailly”作为官方名称。
埃斯帕利-圣马塞尔所处区域历史上曾通行奥克语奥弗涅方言，“Espaly-Saint-Marcel”在奥克语维基百科对应条目中使用相同的名称，在同语言的Openstreetmap中对应的拼写则为“Espali de Sant Marcel”。

## 历史
埃斯帕利-圣马塞尔的早期历史尚不清楚。古罗马时代，埃斯帕利-圣马塞尔境内建成了一处教堂，后于公元四世纪被汪达尔人破坏。十一世纪时，当地的教堂被重建并被冠以“Saint Marcel”之名以纪念同名宗教圣人。此外，当地民间传说认为法兰西国王查理七世曾于1422年在圣马塞尔称王。宗教战争期间，圣马塞尔教堂曾再次遭到破坏。法国大革命后，圣马塞尔成为上卢瓦尔省的一个市镇。埃斯帕利（Espaly）在1790至1794年间并入圣马塞尔。十九世纪时，耶稣会建筑师安德烈·贝斯克在埃斯帕利-圣马塞尔境内兴建博内斯普瓦圣约瑟夫大教堂，该建筑于1910年被庇护十世封圣，并于1918年完工。自二十世纪以来，得益于勒皮的城市扩张，埃斯帕利-圣马塞尔人口数量逐年增加。1984年1月7日，埃斯帕利-圣马塞尔的一处酒吧发生枪击案，造成一人身亡。

## 地理

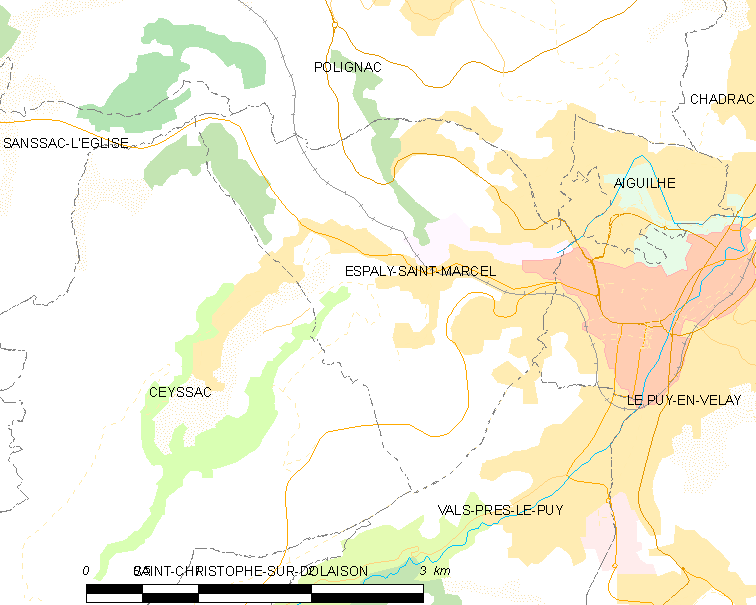
埃斯帕利-圣马塞尔市镇范围地图

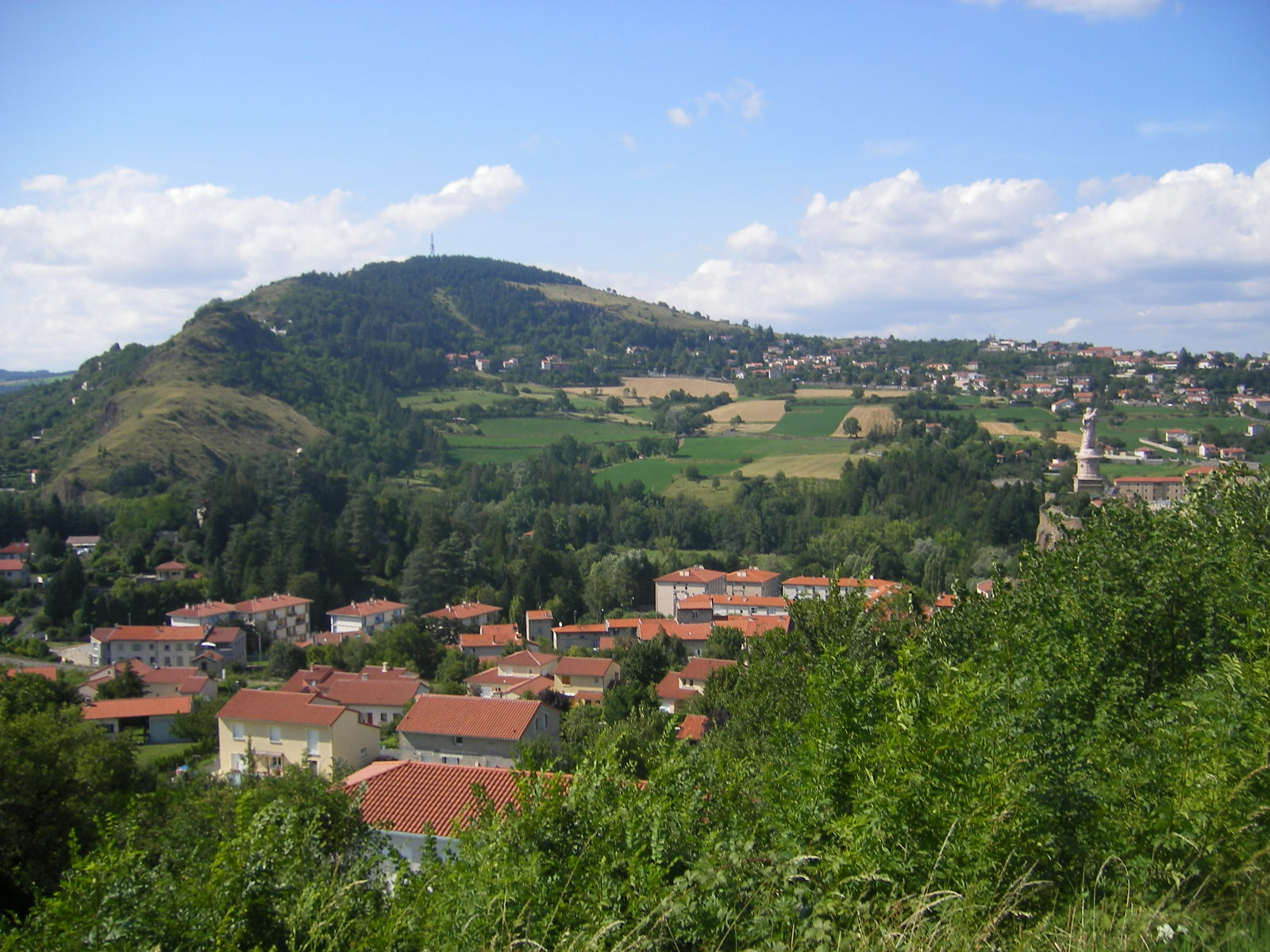
远眺埃斯帕利-圣马塞尔全景

埃斯帕利-圣马塞尔位于法国东南部，奥弗涅-罗讷-阿尔卑斯大区西南部和上卢瓦尔省中部，距离省会勒皮大约1公里。与埃斯帕利-圣马塞尔接壤的市镇包括：艾吉耶、塞萨克、勒皮、桑萨克莱格利斯、波利尼亚克和勒皮附近瓦尔斯。

### 地形
埃斯帕利-圣马塞尔位于沃莱山腹地，境内以山地和河谷为主，市镇中心位于博尔讷河谷内，西侧有两处孤立的山团，南北两侧则分别被龙宗山（Mont Ronzon）和德尼斯山夹击，全境海拔在618到892米之间。

### 水文
埃斯帕利-圣马塞尔位于卢瓦尔河流域范围内，其左岸支流博尔讷河自西向东流经镇中心。

### 植被
埃斯帕利-圣马塞尔属于温带阔叶混交林区，部分高海拔地区可能有针叶林分布，林地多分布于河流附近及坡地地带，市镇范围西部为贝尔纳尔德树林（Bois de la Bernarde）。
在鲜花城市的评比中，埃斯帕利-圣马塞尔暂未被评级。

### 气候
埃斯帕利-圣马塞尔在柯本气候分类法中属于带有大陆性及山地气候特征的温带海洋性气候（Cfb）。

## 行政区划
埃斯帕利-圣马塞尔的市镇编号为43089，邮政编号为43000。
在行政管理方面，埃斯帕利-圣马塞尔隶属于法国奥弗涅-罗讷-阿尔卑斯大区上卢瓦尔省勒皮区；在地方选举方面，埃斯帕利-圣马塞尔隶属于勒皮第一县，其市镇范围全境被划入上卢瓦尔省第二选区；在社会管理方面，埃斯帕利-圣马塞尔是勒皮城市圈公共社区的组成部分。
截至2024年12月，埃斯帕利-圣马塞尔市镇范围内的暂无任何城市敏感街区及城市政策优先街区。
法国国家统计与经济研究所（简称“INSEE”）在进行数据统计时，将埃斯帕利-圣马塞尔及相邻的另外8个市镇设为勒皮城市核心区，并将包括核心区在内的周边共49个市镇划为勒皮城市区。自2020年起，勒皮城市区被包含59个市镇的勒皮城市辐射区代替。此外，INSEE还将埃斯帕利-圣马塞尔市镇整体看作一个“块区”（IRIS），以便于统计人口分布情况。

## 交通

### 公路
上卢瓦尔省省道D13线、D111线、D113a线、D589线、D590线和D902线在埃斯帕利-圣马塞尔境内交汇。奥弗涅-罗讷-阿尔卑斯城际巴士（商业名称为“Cars Région”）下属的H04线停靠埃斯帕利-圣马塞尔，可直通索格、阿列河畔莫尼斯特罗勒等地。
2021年，73.3%的埃斯帕利-圣马塞尔家庭拥有至少一辆私人汽车。2023年，埃斯帕利-圣马塞尔境内共发生各类交通事故8起，造成9人受伤，其中2人重伤。
| 20 | 69 |

| 勒皮 | 1.5 |

| 艾吉耶 | 2 |

| 朗雅克 | 39 |

### 铁路
圣乔治多拉克—圣艾蒂安铁路经过埃斯帕利-圣马塞尔境内但未设置站点。
距离埃斯帕利-圣马塞尔最近的运营中的客运铁路车站为2.3公里外的勒皮站，该站停靠始发前往圣艾蒂安和克莱蒙费朗两个方向的区域列车。

### 航空
埃斯帕利-圣马塞尔距离勒皮机场的公路里程大约11公里。

### 城市公共交通
埃斯帕利-圣马塞尔是勒皮城市公共交通（商业名称为“TUDIP”）的服务覆盖范围。截至2024年12月，该系统共包括十余条公交线路，其中公交D线、E线和P线经过埃斯帕利-圣马塞尔市区。

## 政治
埃斯帕利-圣马塞尔的现任市长为克里斯蒂安娜·莫尼耶女士（Christianne MOSNIER），她是民主人士和独立人士联盟的一名成员，在2020年的市政选举中获得了52.93%的支持率。
在2022年的法国总统大选的第二轮选举中，法国第25任总统埃马纽埃尔·马克龙在埃斯帕利-圣马塞尔获得了59.8%的支持率。

## 人口
2021年，埃斯帕利-圣马塞尔市镇人口数量为3,547，在法国排名第3,162位。其中男性1,710人，女性1,837人，75岁及以上人口占10.5%，外籍人口数量为173人，人口密度为564人/平方公里，当地居民被称为（男性）或（女性）。2022年，埃斯帕利-圣马塞尔境内出生37人，死亡人口32人。
| 埃斯帕利-圣马塞尔1901年－2021年人口变化情况 |
|                                             |
| 数据来源：Cassini、INSEE                    |

## 经济
埃斯帕利-圣马塞尔是勒皮的一个卫星城。截至2024年12月，埃斯帕利-圣马塞尔市镇范围内共有各类用人单位（包含自雇）445家，平均历史为18年，其中99.45%为中小型企业（PME），2024年10月至12月间，当地的经济活力指数为0。（波型纸板制造）、（房屋工程）及（航空活动）是当地2022年已公布营业额最高的三个企业，分别为64,765,371欧元、10,048,373欧元和436,252欧元。

## 财政与居民收入
2023年，埃斯帕利-圣马塞尔的财政收入总额为2,719,210欧元，财政支出总额为2,359,690欧元，当年的债务总额为1,405,100欧元。2023年，埃斯帕利-圣马塞尔市镇通过增值税获得145,280欧元的收入，此外当地还共获得了163,040欧元的国家直接财政补助。
| 埃斯帕利-圣马塞尔居民收入情况                    | 埃斯帕利-圣马塞尔居民收入情况 | 埃斯帕利-圣马塞尔居民收入情况 | 埃斯帕利-圣马塞尔居民收入情况 |
| 内容                                             | 埃斯帕利-圣马塞尔             | 法国                          | 统计年份                      |
| ------------------------------------------------ | ----------------------------- | ----------------------------- | ----------------------------- |
| 征税家庭总数                                     | 1,683                         | 1,081（法国市镇平均）         | 2022年                        |
| 居民平均月收入                                   | 2,197欧元                     | 2,435欧元                     | 2022年                        |
| 高级职员人均月收入                               | 3,670欧元                     | 4,331欧元                     | 2021年                        |
| 中级职员人均月收入                               | 2,351欧元                     | 2,470欧元                     | 2021年                        |
| 普通职员人均月收入                               | 1,770欧元                     | 1,801欧元                     | 2021年                        |
| 贫困率                                           | 13%                           | 14.5%                         | 2020年                        |
| 青壮年（15至64岁）失业率                         | 10.8%                         | 7.4%                          | 2020年                        |
| 征税家庭数量占比                                 | 43.3%                         | 45.5%                         | 2020年                        |
| 家庭年均纳税                                     | 3,055欧元                     | 4,393欧元                     | 2022年                        |
| 资料来源：INSEE、L'Internaute、Le Journal du Net |                               |                               |                               |

## 社会事务

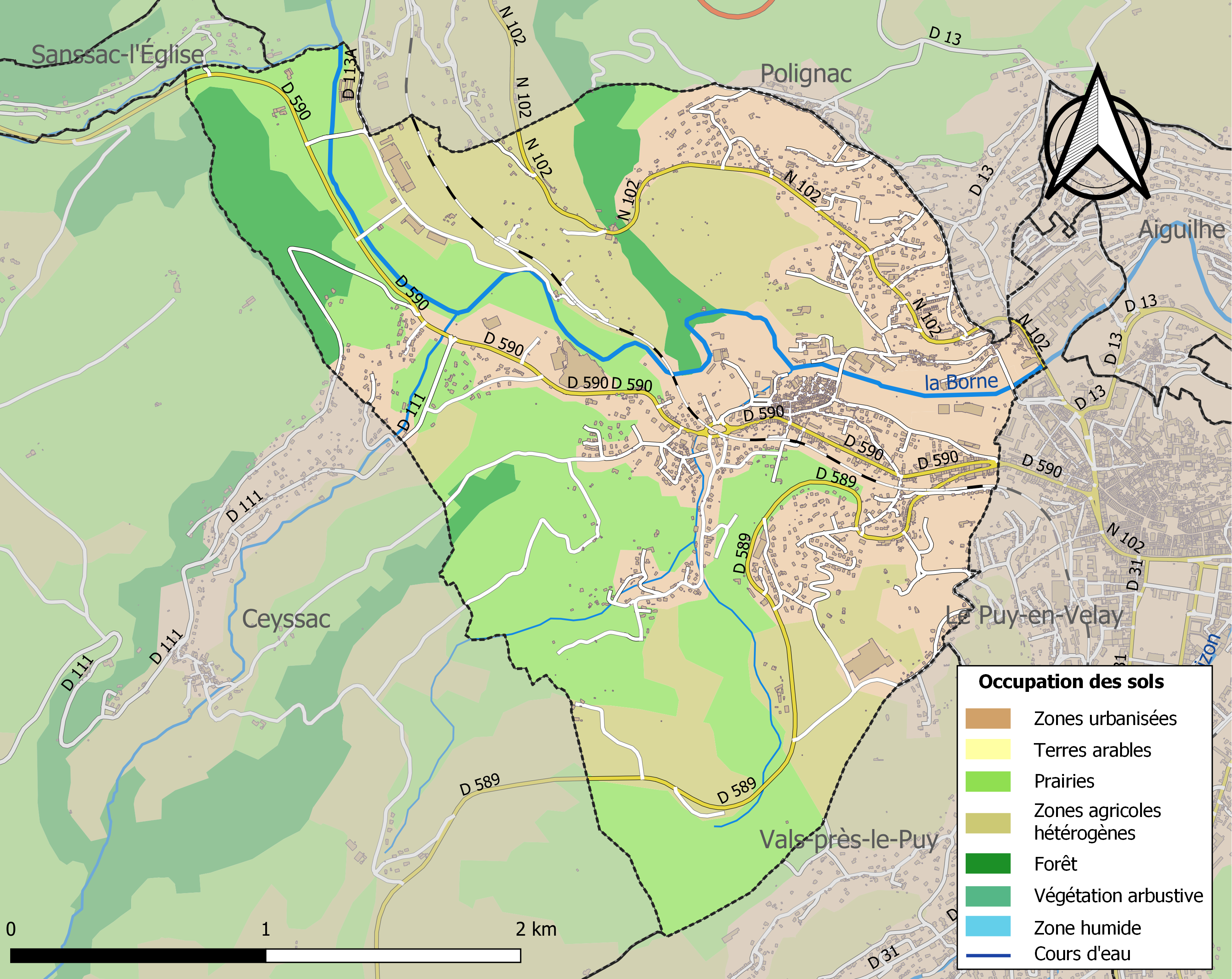
埃斯帕利-圣马塞尔土地利用情况地图

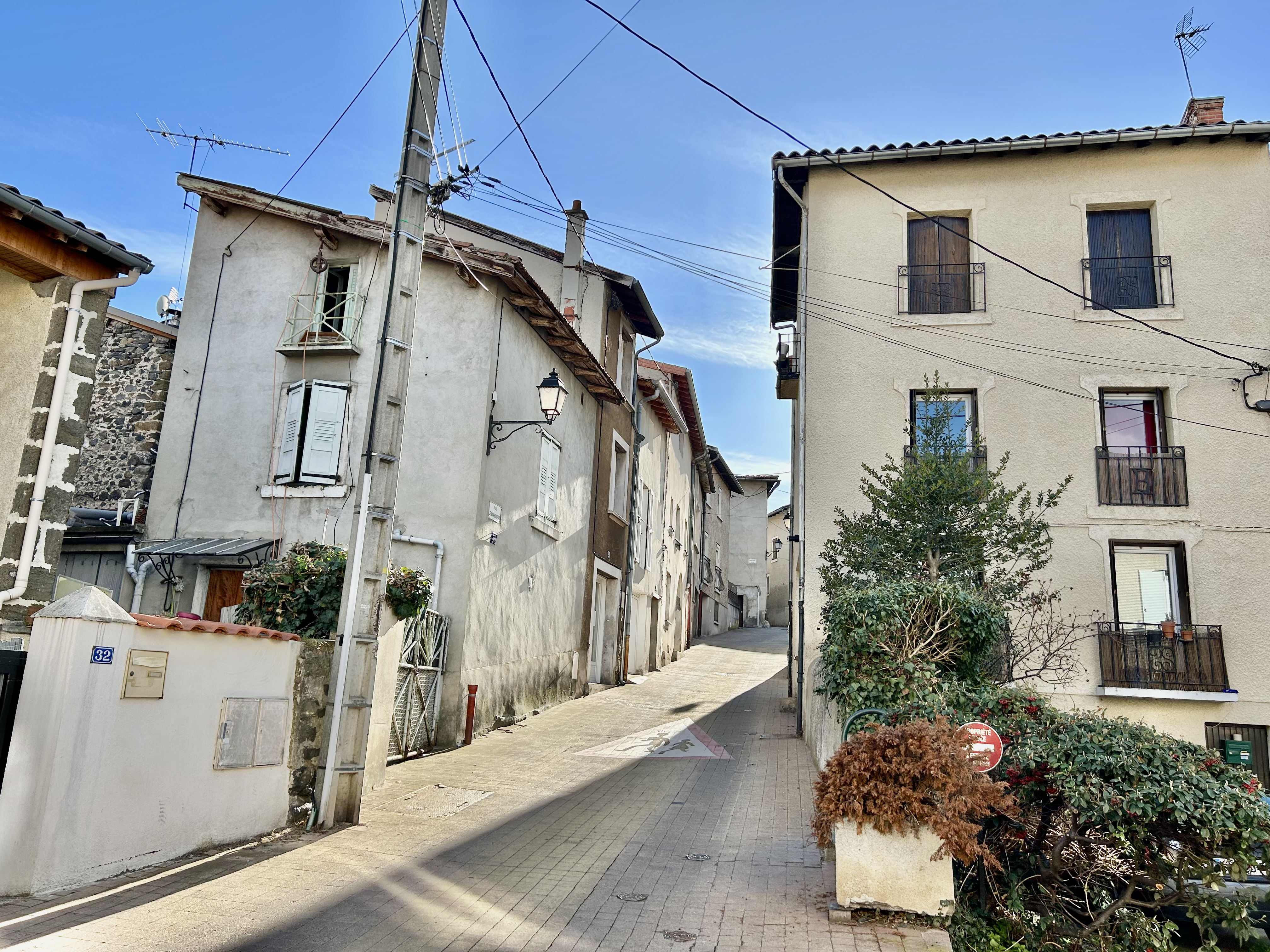
让·德布尔东街

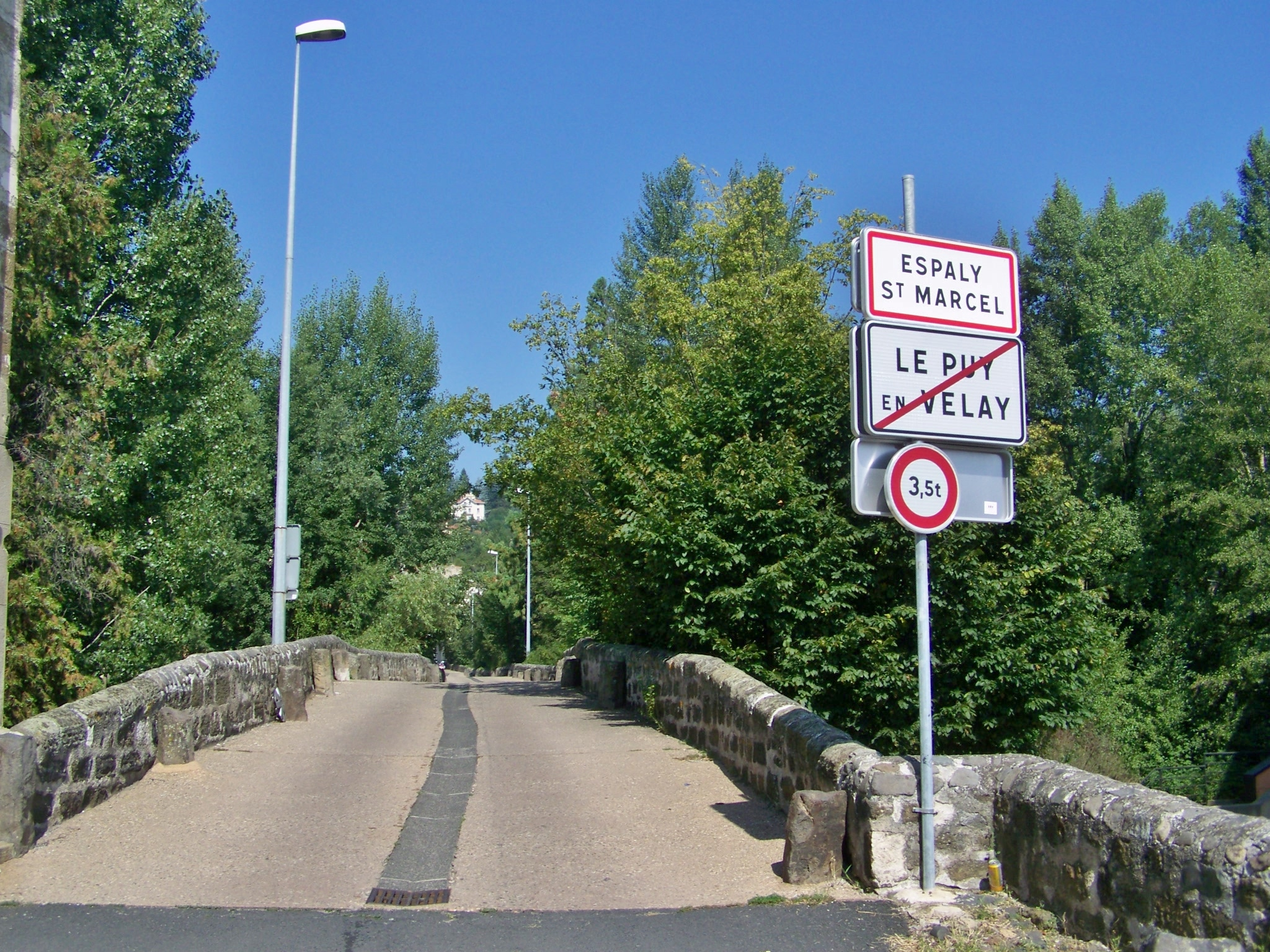
一处入城路牌

### 教育
埃斯帕利-圣马塞尔属于克莱蒙费朗学区。截至2023年1月1日，埃斯帕利-圣马塞尔境内共有1所幼儿园、2所小学和1所职业高中。

### 医疗
截至2023年1月1日，埃斯帕利-圣马塞尔境内共有全科医生2名、保健师2名、牙医1名、护士2名、妇科医生1名、药房1家、养老院1家、残疾人帮扶中心1家。
距离埃斯帕利-圣马塞尔最近的区域性医疗机构为勒皮中心医院，其全名为“勒皮埃米尔·鲁中心医院”（Centre Hospitalier d'Emile Roux du Puy），其主病区医院位于勒皮市区西北部，距离埃斯帕利-圣马塞尔市区的正常车程大约5分钟，该院设有床位561个，是上卢瓦尔省规模最大的公立综合性医院。

### 住房
2021年，埃斯帕利-圣马塞尔境内共有各类住房2,004套，其中60.5%为独立式住宅，38.8%为集中式住宅。常住房屋占埃斯帕利-圣马塞尔市镇范围内居民建筑总量的84.5%。
在住房保障政策方面，2023年，埃斯帕利-圣马塞尔境内共有785户家庭获得了家庭津贴补助，受益人数占总人口数量的22.1%，其中355份为房租补助。

### 商业
2021年，埃斯帕利-圣马塞尔境内共有各类实体商铺58家，其中餐厅10家、大型超市1家、杂货店1家、面包房3家、肉铺1家、美容美发店3家、汽车维修店4家。埃斯帕利-圣马塞尔镇中心建有一家Proxi便民超市。

### 体育
2023年，埃斯帕利-圣马塞尔境内共有2间体育馆、1处网球场、1处马术场、1处足球或橄榄球场。
截至2024年12月，埃斯帕利足球俱乐部（Football Club Espaly，编号523085）是埃斯帕利-圣马塞尔境内唯一的一家注册足球俱乐部，其主队2024至2025赛季参加法国全国丙组联赛（法国第五级别），其主场为勒维尤组球场（Stade Le Viouzou）。

### 环境
埃斯帕利-圣马塞尔的环境事务由其所属的勒皮城市圈公共社区联合各级政府协调负责。2021年，埃斯帕利-圣马塞尔境内暂无污染企业。

### 治安
2023年，埃斯帕利-圣马塞尔市镇范围内累计记录各类案件133起，其中盗窃类案件27起，人身侵犯类案件56起，毒品交易类案件20起。

## 文化

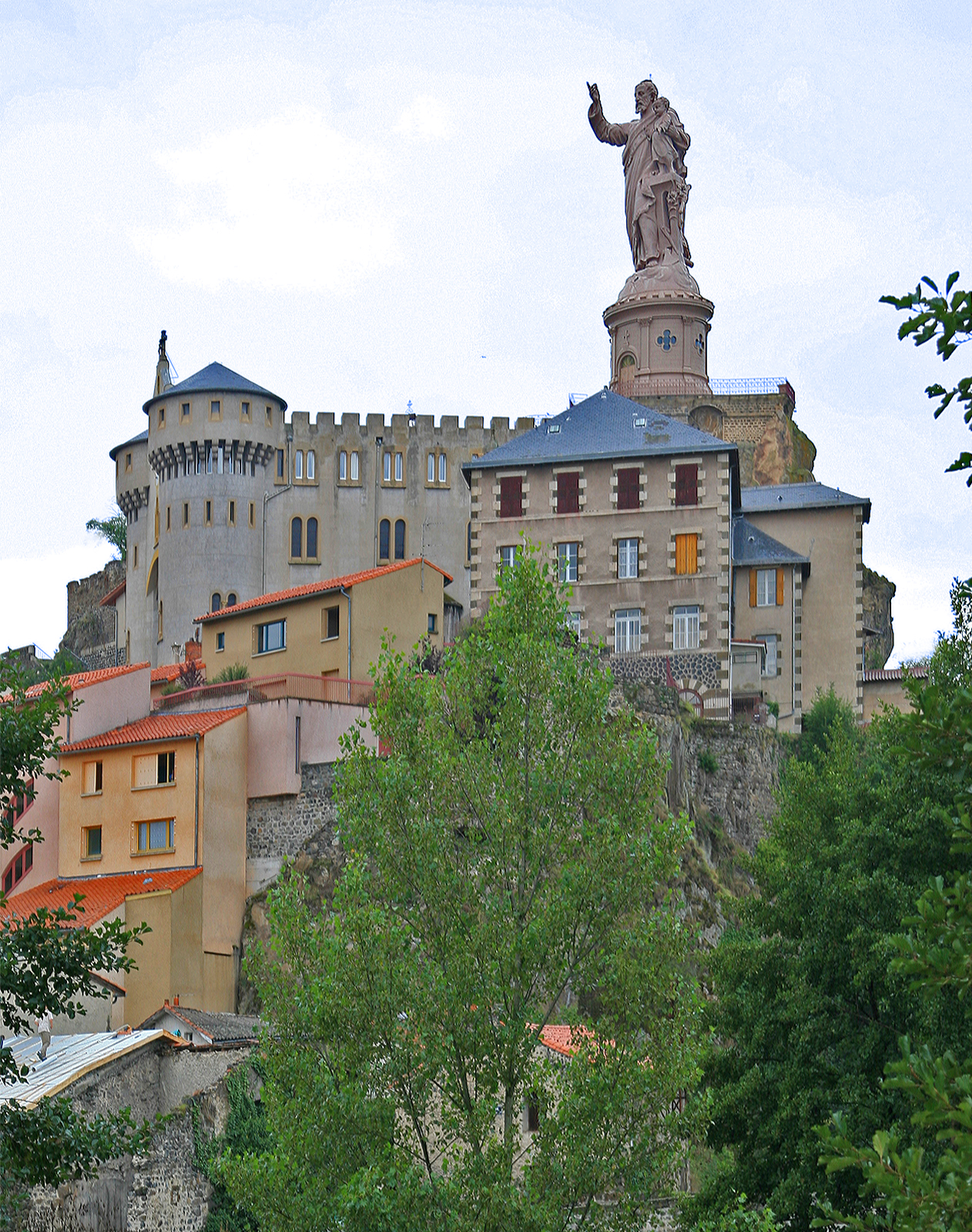
博内斯普瓦圣约瑟夫大教堂

2021年，埃斯帕利-圣马塞尔境内暂无任何文化设施。埃斯帕利-圣马塞尔境内建有市政图书馆（Bibliothèque municipale），每周二、三、五、六向公众开放。

### 建筑
埃斯帕利-圣马塞尔境内有多处历史建筑，其中博内斯普瓦圣约瑟夫大教堂是当地的地标性建筑物。

### 旅游
埃斯帕利-圣马塞尔的旅游事务由其所属的勒皮城市圈公共社区联合各级政府协调负责。2024年，埃斯帕利-圣马塞尔境内暂无任何游客接待设施。

### 媒体
法国主要的媒体均可在埃斯帕利-圣马塞尔接收，法国电视三台下属的奥弗涅-罗讷-阿尔卑斯大区频道在部分时段播出埃斯帕利-圣马塞尔所在上卢瓦尔省的地方新闻。《进步报》、《上卢瓦尔省觉醒报》、蓝色法兰西奥弗涅广播、Scoop广播等是当地主要的地方性媒体。

## 友好城市
截至2024年12月，埃斯帕利-圣马塞尔共与一座城市建立了友好城市关系：
- 德国 陶哈